# Air Nostrum

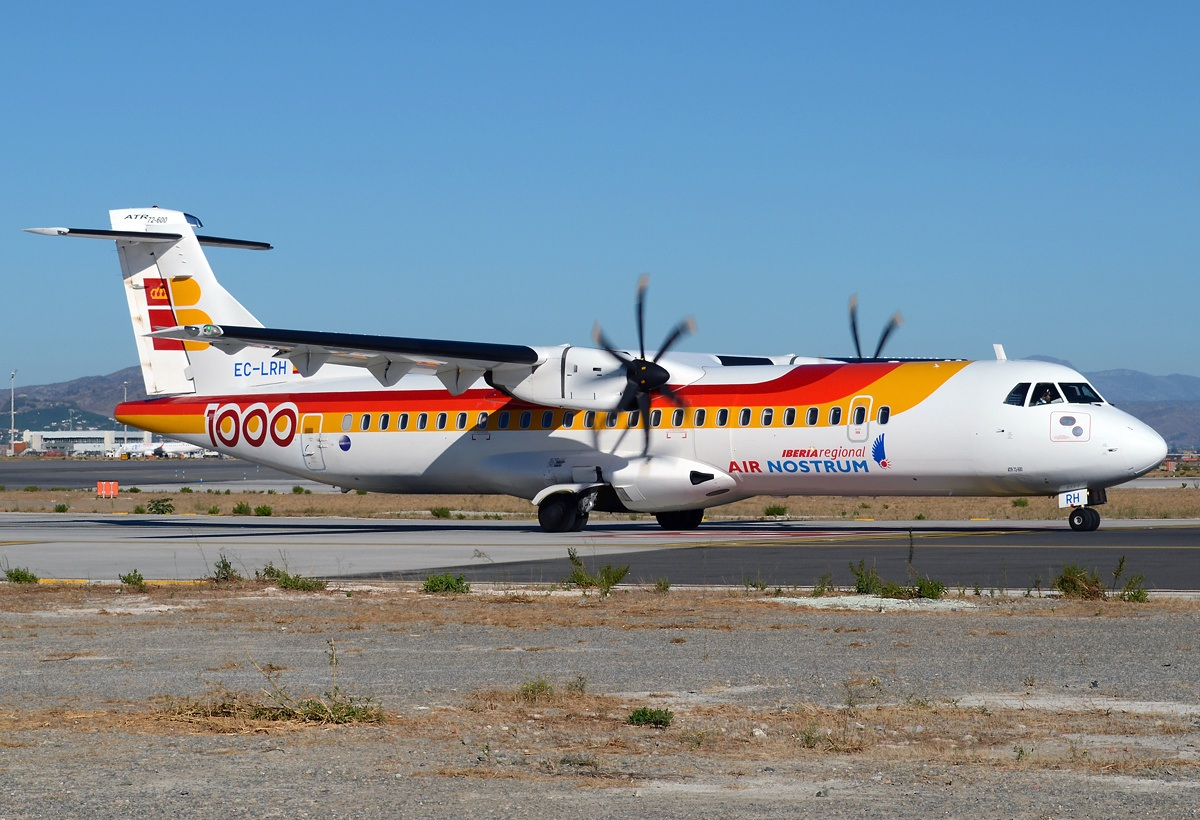
ATR 72-600

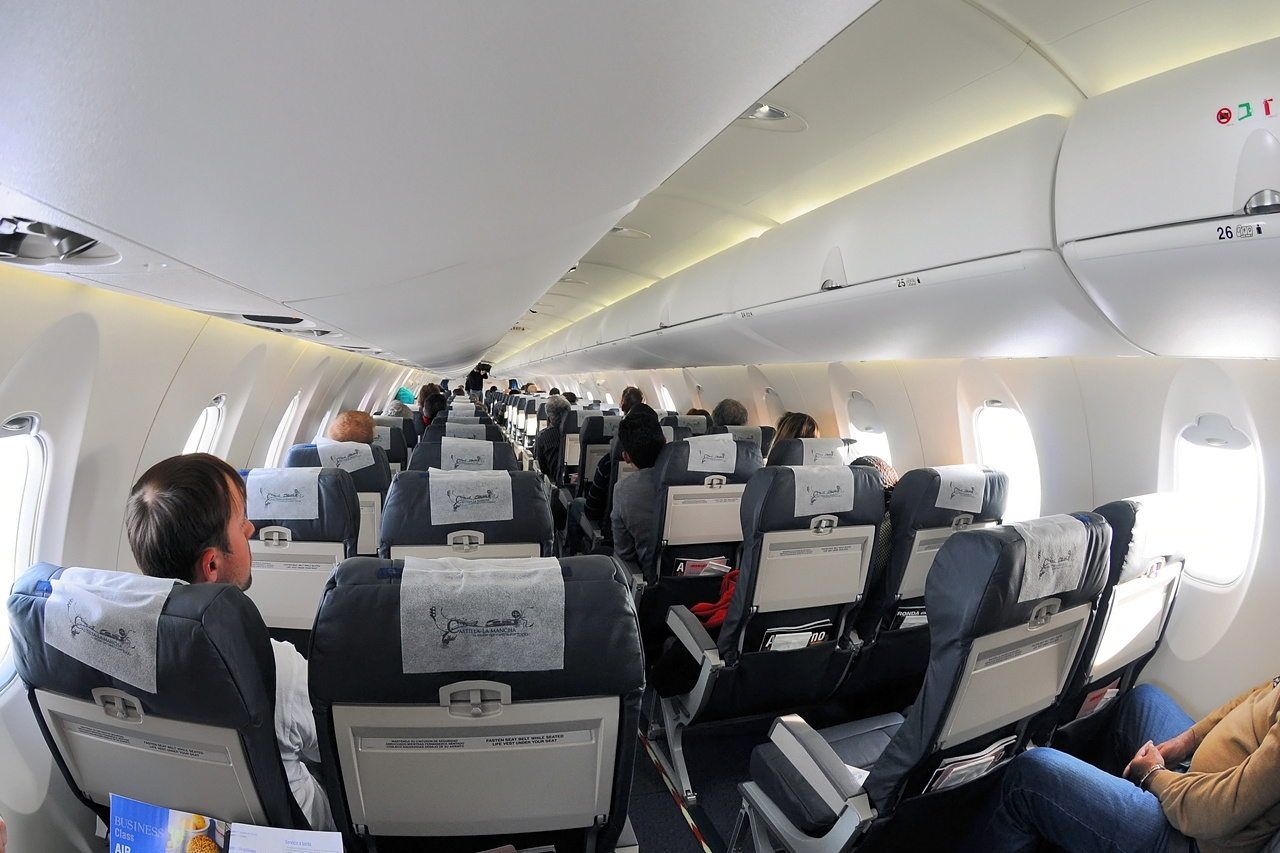
L'interno di un Bombardier CRJ1000.

La Air Nostrum Líneas Aéreas del Mediterráneo è una compagnia aerea regionale spagnola con sede a Valencia.
È un'azienda indipendente che opera franchising con la compagnia di bandiera spagnola Iberia L.A.E. con il marchio Iberia Regional. In qualità di affiliata di Iberia L.A.E. aderisce dell'alleanza aerea Oneworld. Assieme a Trenitalia ha fondato una compagnia ferroviaria per i servizi ad alta velocità in Spagna nominata ILSA di cui possiede il 31% del capitale sociale. 

## Storia
Air Nostrum è stata costituita il 23 maggio 1994. Durante i mesi successivi, un gruppo di sei persone diede inizio al primo progetto privato di aviazione regionale in Spagna.
Il 15 dicembre 1994, il primo Fokker F50 della compagnia iniziava le operazioni di voli di linea di Air Nostrum, con il volo YW 251 da Valencia a Bilbao, trasportando 16 passeggeri.
La prima fase di espansione è stata l'acquisizione di tre aeroplani nel gennaio 1995.
Durante l'estate del 1995, fu completata una seconda fase con l'acquisizione di altri quattro aeromobili. Con sette aerei, Air Nostrum, ha operato fino alla fine del 1996, quando la compagnia ha deciso di passare ad una terza fase di espansione con l'ingresso di altri cinque nuovi aerei. Gli ultimi cinque Fokker F50 sono stati incorporati, così come quattro ATR 72 (dotati di 68 posti), per offrire un miglior servizio sulle rotte che presentavano grandi livelli di riempimento.
Nel 1998 la compagnia inserisce nella sua flotta i turbofan Bombardier CRJ-200 da 50 posti, per operare su rotte più lunghe e internazionali. Nel febbraio 2001 decollò il primo turboelica de Havilland Canada Dash 8-Q300 configurato per 50 passeggeri che era destinato a rimpiazzare il Fokker F50. Infine, il Bombardier CRJ-900, da 89 posti, fece l'ingresso nella flotta di Air Nostrum nel dicembre 2005.
La crescita produttiva della compagnia (maggiore numero di aerei e di voli) si è accompagnata da un maggiore numero di passeggeri e da un più alto coefficiente di riempimento dei posti (load factor). I progetti di ottimizzazione dell'approvvigionamento, programmi di riduzione dei costi, qualità, ecc. hanno permesso alla compagnia di migliorare giorno dopo giorno gli obiettivi stabiliti.

Air Nostrum ha saputo coprire una opportunità di mercato attraverso la creazione di un network di rotte trasversali e il miglioramento dell'offerta di rotte tra Madrid e Barcellona.

Air Nostrum è diventata un'azienda leader regionale nel mercato spagnolo. Ha sviluppato un concetto di trasporto aereo (quello regionale) che fino a quel momento non esisteva in Spagna e che esisteva già da diversi anni, con successo, in Europa e negli Stati Uniti.

## Descrizione
Air Nostrum è leader nel trasporto aereo regionale in Spagna ed è una delle più grandi compagnie aeree regionali in Europa. Con un capitale 100% privato, opera in esclusivo franchising col gruppo Iberia e appartiene alla alleanza oneworld.

Oggi Air Nostrum ha oltre 2.000 dipendenti, gestisce più di 150.000 voli annui, vola in 67 destinazioni con più di 120 diverse rotte e trasporta circa 5 milioni di passeggeri all'anno.

Air Nostrum è una società solida, che ha un fatturato di oltre 670 milioni di euro all'anno.

Grazie alla sua gestione, la qualità dei servizi e il prestigio che è stata premiata in diverse occasioni. È l'unica azienda regionale che ha ottenuto quattro volte il premio "Airlines of the Year" (Golden Category), concesso dalla ERA (European Regions Airline Association), che l'ha anche premiata con la "Palme d'Or to the Holding Excellence", a perpetua distinzione.

Air Nostrum fa capo al gruppo industriale e finanziario Nefinsa S.A., che ne detiene il 75,2%, le rimanenti azioni sono divise tra Caja Duero (22%) e il management della compagnia (2,8%).

## Flotta
La flotta di Air Nostrum include i seguenti aeromobili secondo il sito ufficiale della Iberia (a luglio 2020):